# Морено, Дайро
Да́йро Маури́сио Море́но Гали́ндо (исп. Dayro Mauricio Moreno Galindo; 16 сентября 1985, Эль-Эспиналь, Толима) — колумбийский футболист, нападающий клуба «Атлетико Букараманга». Выступал за сборную Колумбии.

## Клубная карьера
Дайро выпускник футбольной академии клуба «Онсе Кальдас». В 2003 году он дебютировал за основную команду в колумбийской Серии А. В том же году он стал чемпионом Колумбии, правда, его вклад в победу был минимальным, так как он не являлся футболистом основного состава. В 2004 году в составе своего клуба Морено выиграл Кубок Либертадорес и Межконтинентальный кубок. В начале 2007 года он перешёл в бразильский «Атлетико Паранаэнсе» на правах аренды. За новый клуб он сыграл 2 матча и забил гол в матче против «Фигейренсе», после чего вернулся в «Онсе Кальдас».
В конце 2007 года Морено покинул Колумбию и заключил контракт с румынским «Стяуа». Сумма трансфера составила 2 млн евро. В новом клубе он воссоединился со своими соотечественниками Пепе Морено и Робинсоном Спата. 24 февраля 2008 года в матче против «Политехники» он дебютировал в чемпионате Румынии. 3 августа в поединке против «Брашова» Дайро забил свой первый гол за «Стяуа». В 2009 году Морено был переведен в дубль.
В 2010 году Дайро вернулся в «Онсе Кальдас». Сумма трансфера составила 500 тыс. евро. 25 марта в матче против «Мильонариос» он дебютировал за команду в этом же матче он отметился первым голом. После возвращения на родину к Морено вернулись его бомбардирские навыки. В своём первом сезоне он забил 20 мячей и помог своей команде выиграть чемпионат.
2 июня 2011 года Дайро перешёл в мексиканскую «Тихуану». Сумма трансфера составила 2,5 млн долларов. 31 июля в матче против «Монтеррея» он дебютировал в мексиканской Примере. В этом поединке Морено забил свой первый гол, но его команда крупно уступила. Проведя полгода в Мексике, в начале 2012 года Дайро в третий раз вернулся в «Онсе Кальдас», на этот раз на правах аренды.
Летом 2012 года Морено перешёл в «Атлетико Хуниор». 5 августа в матче против «Реал Картахена» он дебютировал в новой команде. 12 августа в поединке против «Депортиво Пасто» Дайро забил свой первый гол.
В 2017 году Морено перешёл в сильнейший на тот момент клуб Южной Америки «Атлетико Насьональ». 10 февраля в матче против «Атлетико Букараманга» он дебютировал за новый клуб. 13 февраля в поединке против «Рионегро Агилас» Дайро сделал «дубль», забив свои первые голы за «Атлетико Насьональ».
18 декабря 2018 года Морено присоединился к аргентинскому «Тальерес» на два года.

## Международная карьера
2 марта 2006 года в товарищеском матче против сборной Венесуэлы Дайро дебютировал в сборной Колумбии. 20 ноября 2007 года в поединке отборочного турнира Чемпионата Мира 2010 против сборной Аргентины Морено забил свой первый гол за национальную команду, который принес победу его сборной.
В составе национальной команды он принимал участие в Кубке Америки 2011 года. На турнире он сыграл в матче против сборных Коста-Рики, Аргентины, Боливии и Перу.
Летом 2016 года Морено во второй раз принял участие в Кубке Америки в США. На турнире он сыграл в матчах против команд США, Перу и Коста-Рики.

### Голы за сборную Колумбии
| #   | Дата            | Место                                         | Противник        | Счёт | Результат | Соревнование                        |
| --- | --------------- | --------------------------------------------- | ---------------- | ---- | --------- | ----------------------------------- |
| 01. | 20 ноября 2007  | Эль Кампин, Богота, Аргентина                 | Аргентина        | 1:2  | 1:2       | Чемпионата мира 2010 (квалификация) |
| 02. | 3 сентября 2010 | Генерала Ансоатеги, Пуэрто-ла-Крус, Венесуэла | Венесуэла        | 2:0  | 2:0       | Товарищеский матч                   |
| 03. | 29 мая 2016     | Марлинс-парк, Майами, США                     | Республика Гаити | 1:0  | 3:1       | Товарищеский матч                   |

## Достижения
Командные
«Онсе Кальдас»
- Чемпионат Колумбии по футболу — Апертура 2003
- Чемпионат Колумбии по футболу — Финалисасьон 2010
- Обладатель Кубка Либертадорес — 2004

«Атлетико Насьональ»
- Чемпионат Колумбии по футболу — Апертура 2017
- Обладатель Рекопы — 2017

Колумбия
- Кубок Америки — 2016

Индивидуальные
- Лучший бомбардир Чемпионата Колумбии (7) — Финалисасьон 2007, Финалисасьон 2010, Финалисасьон 2013, Апертура 2014, Апертура 2017, Финалисасьон 2017
- Лучший бомбардир Чемпионата Мексики — Апертура 2016